# Macrostylis vemae
Macrostylis vemae är en kräftdjursart som beskrevs av Menzies1962. Macrostylis vemae ingår i släktet Macrostylis och familjen Macrostylidae. Inga underarter finns listade i Catalogue of Life.